# Việt Anh Môn

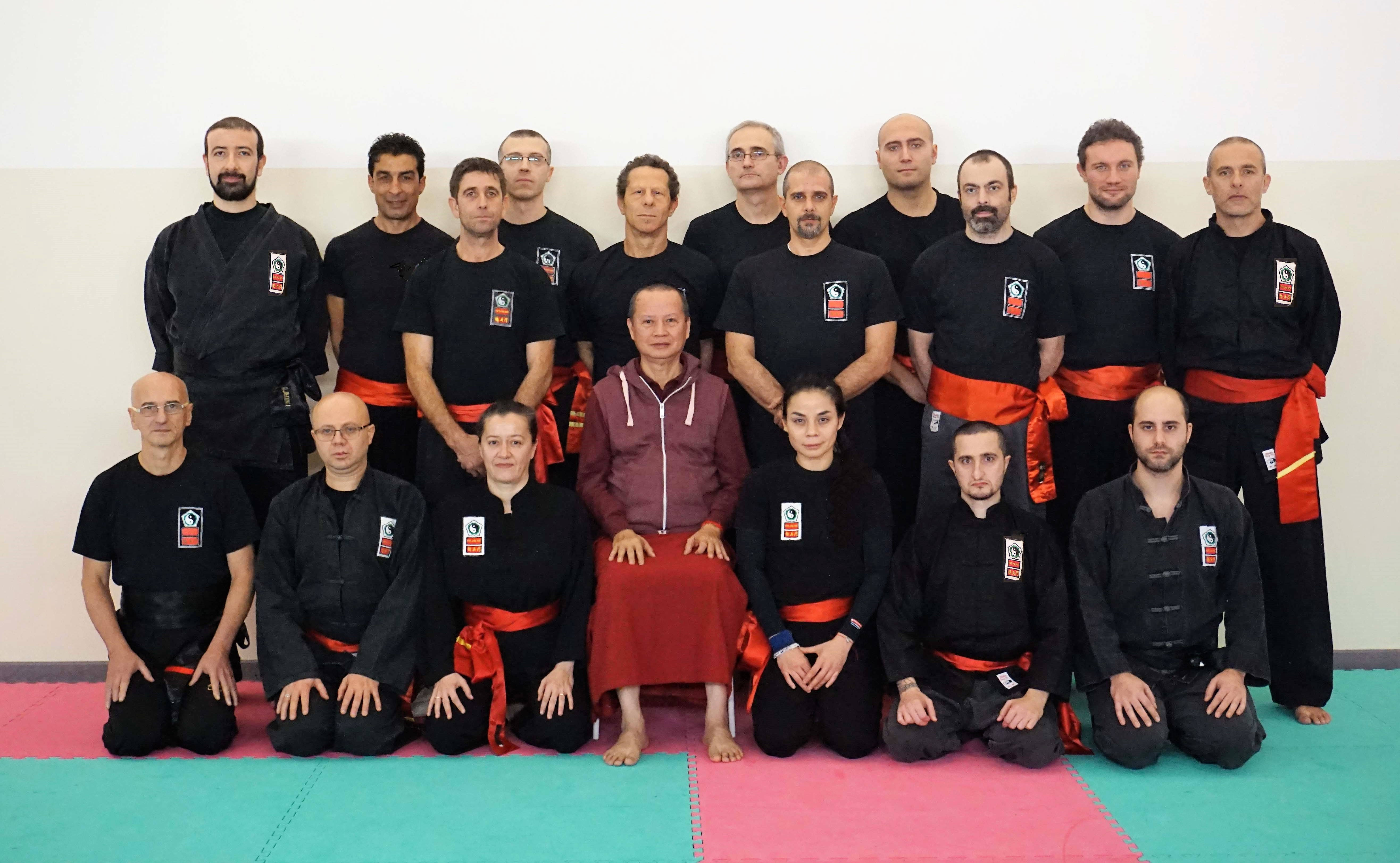
Il maestro Trần Ngọc Định e gli insegnanti della scuola Việt Anh Môn

Il Việt Anh Môn, “la luminosa porta dell’arte marziale vietnamita” (Việt = il popolo, ma anche l’arte marziale viet; Anh = la luce; Môn = la porta), è una scuola vietnamita (Môn phái)  di arti marziali fondata nel 1998 dal maestro Trần Ngọc Định, esperto in arti marziali vietnamite e cinesi.

## Programma
Il programma del Việt Anh Môn ha come obiettivo la conoscenza di sé e dell'avversario, che si realizza attraverso lo studio di stili diversi, ognuno caratterizzato da una differente strategia di combattimento. 

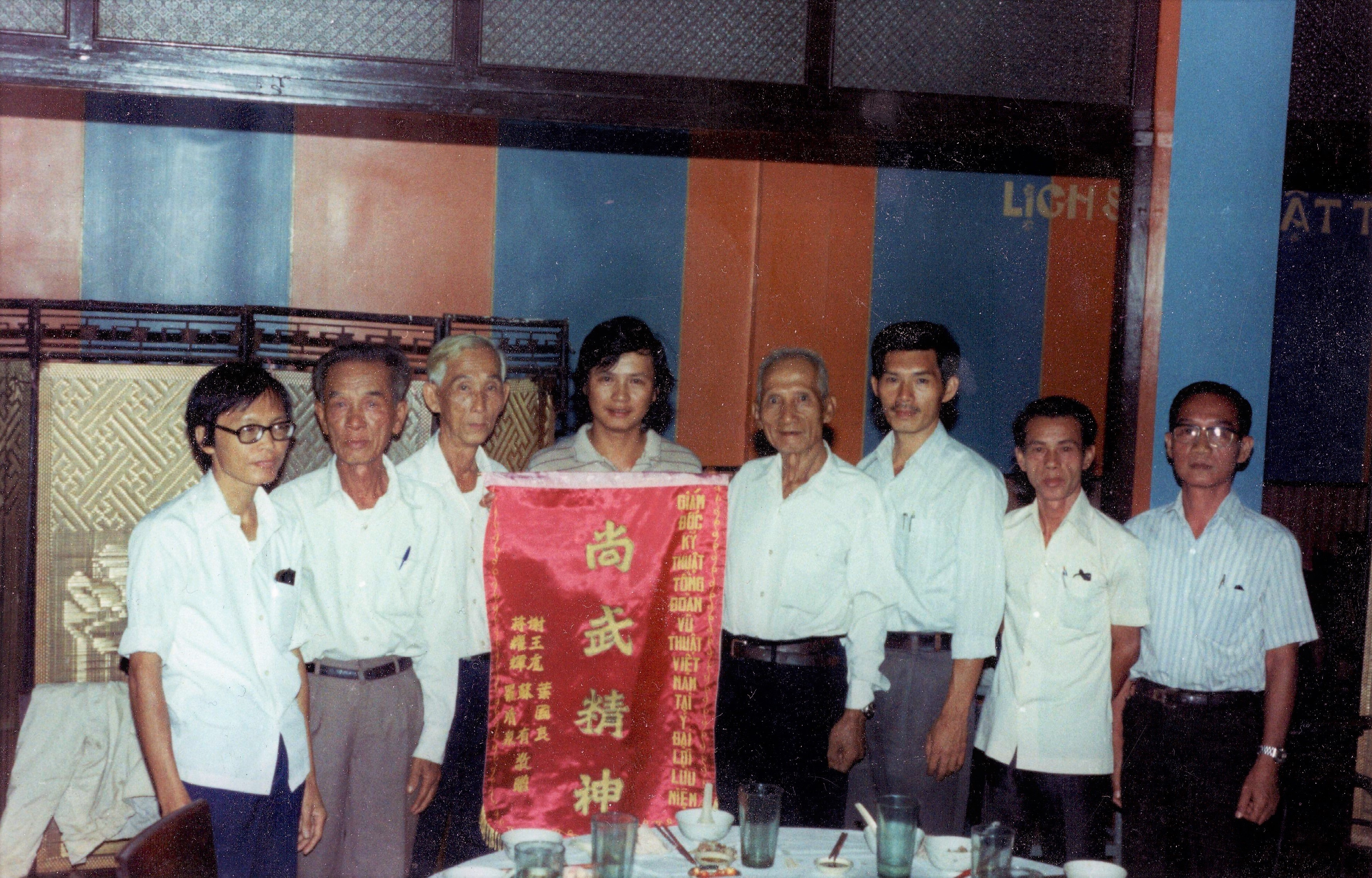
Il maestro Trần Ngọc Định con i maestri anziani di Città Ho Chi Minh, tra cui il maestro Tạ Nam e il maestro Diệp Quốc Lương

A partire dal 1980 il maestro Trần Ngọc Định ha incontrato in Vietnam i più importanti Maestri anziani di arti marziali tradizionali, sotto la cui guida si è dedicato allo studio approfondito dei principali stili vietnamiti e sino-vietnamiti: 
- il Võ Bình Định con il maestro Trương Thanh Đăng (1894-1985), fondatore della scuola Sa Long Cương;
- il Võ Đang Lục Hợp (Wu Dang Liu He) con il maestro Tạ Nam (1907-2008), il più anziano maestro allora vivente a Chợ Lớn (quartiere cinese di Città Ho Chi Minh), che diventa il suo Sư Phụ (maestro-padre) e lo introduce nella comunità cinese;
- il Thiếu Lâm Châu Gia (Zhoujiaquan) con il maestro Súi Dậu (1990), allievo del maestro Lưu Phú (1909-1971), a sua volta allievo del maestro Châu Buu (Jow Biu), confratello del maestro fondatore Châu Long (Jow Lung);
- il Bạch Mi (Baimeiquan) con il maestro Diệp Quốc Lương (1991), allievo diretto del maestro Tăng Huệ Bác (1906-1958), 5ª generazione Baimei;[3]
- il Thái Cực Đường Lang (Tanglangquan) con la maestra Trần Tố Nữ (2016), allieva diretta del maestro Triệu Trúc Khê (1900-1991), 8ª generazione Tang Lang;[4]
- il Vĩnh Xuân (Wing Chun) con il maestro Ngô Sĩ Quý (1922-1997),[5] allievo diretto del maestro Nguyễn Tế Công (1877-1959),[6] patriarca del lignaggio vietnamita, 7ª generazione Wing Chun.Il maestro Trần Ngọc Định in una tecnica di spada (Kiếm)

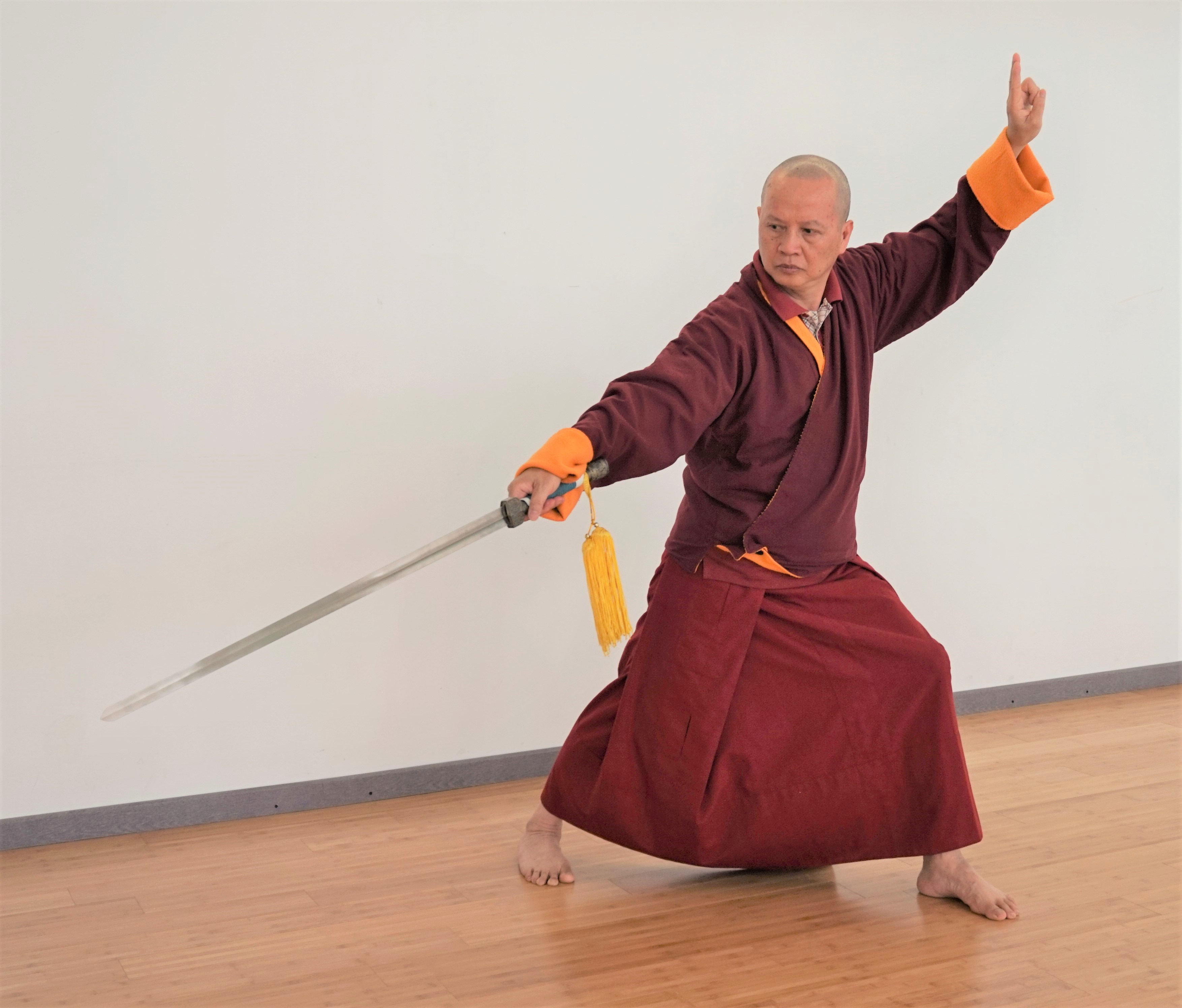
Il maestro Trần Ngọc Định in una tecnica di spada (Kiếm)

A livello pratico nel Việt Anh Môn vengono utilizzate tecniche di attacco con gli arti superiori e inferiori (calci, pugni, ginocchiate, gomitate, colpi a mano aperta, ecc.), tecniche di atterramento (spazzate, proiezioni, forbici) e tecniche di bloccaggio dell’avversario (Cầm Nã, in cinese Qinna, prese e pressioni su muscoli, tendini, articolazioni). 
Oltre alle tecniche a mani nude, vengono studiate numerose armi tradizionali, presenti nel bagaglio tecnico dei diversi stili, di tradizione sia contadina che militare, come il bastone lungo (Côn, in cinese Gùn), la spada (Kiếm, in cinese Jian), la sciabola (Đao, in cinese Dao) e la lancia (Thương, in cinese Qiang).

## Divisa e gradi
La divisa del praticante di Việt Anh Môn, chiamata Võ phục (= veste da arte marziale), è un’uniforme da allenamento di colore nero stretta in vita da una cintura a fascia (Đai), il cui colore corrisponde al grado ed al livello tecnico raggiunto.

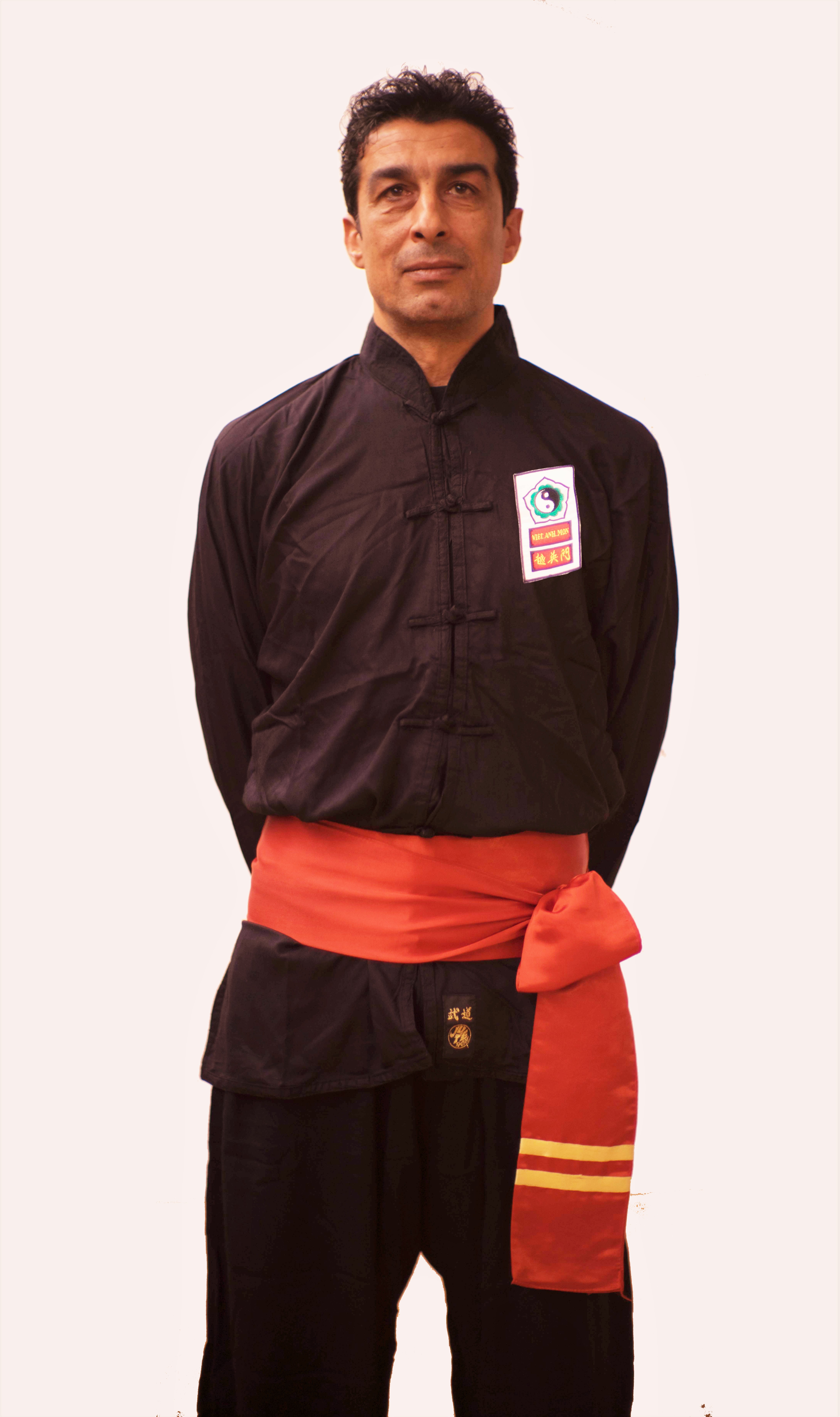
La divisa del praticante: Võ phục e cintura

I gradi dei praticanti adulti vanno dalla cintura Bianca del principiante (Nhập môn = esordiente), alla Blu (Sơ cấp = gradi elementari), alla Nera (Trung cấp = gradi medi), alla Rossa, con livelli intermedi contrassegnati da strisce del colore del grado superiore. Al di sopra della cintura Rossa, i gradi superiori (Cao cấp) sono contrassegnati da strisce di colore giallo.
I gradi dei bambini fino a 13 anni vanno dalla cintura Bianca (Đai trắng) del principiante, alla Gialla (đai vàng), alla Verde (Đai xanh lục), con livelli intermedi contrassegnati da strisce del colore del grado superiore: una volta compiuti i 14 anni, gli allievi passano al sistema di gradi degli adulti.

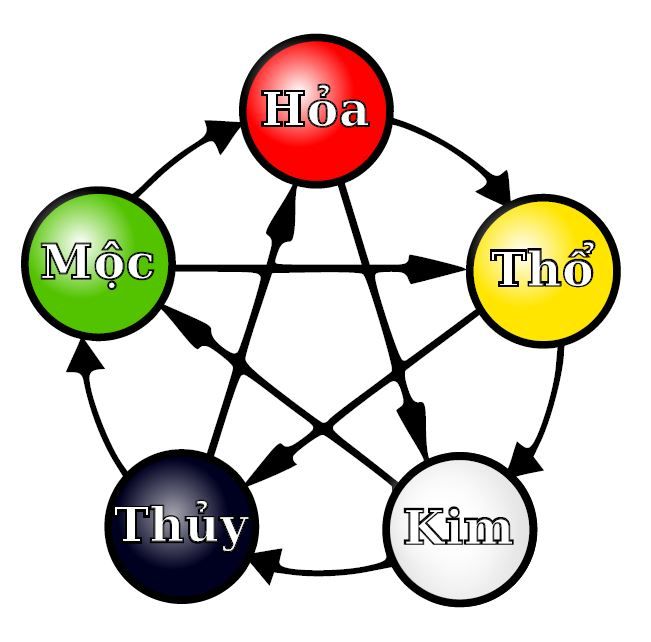
I 5 elementi taoisti

I diversi colori della cintura corrispondono ai cinque elementi taoisti (Ngũ hành):
- bianco = metallo (Kim)
- blu / verde = legno (Mộc)
- nero = acqua (Thủy)
- rosso = fuoco (Hỏa)
- giallo = terra (Thổ).

## Stemma

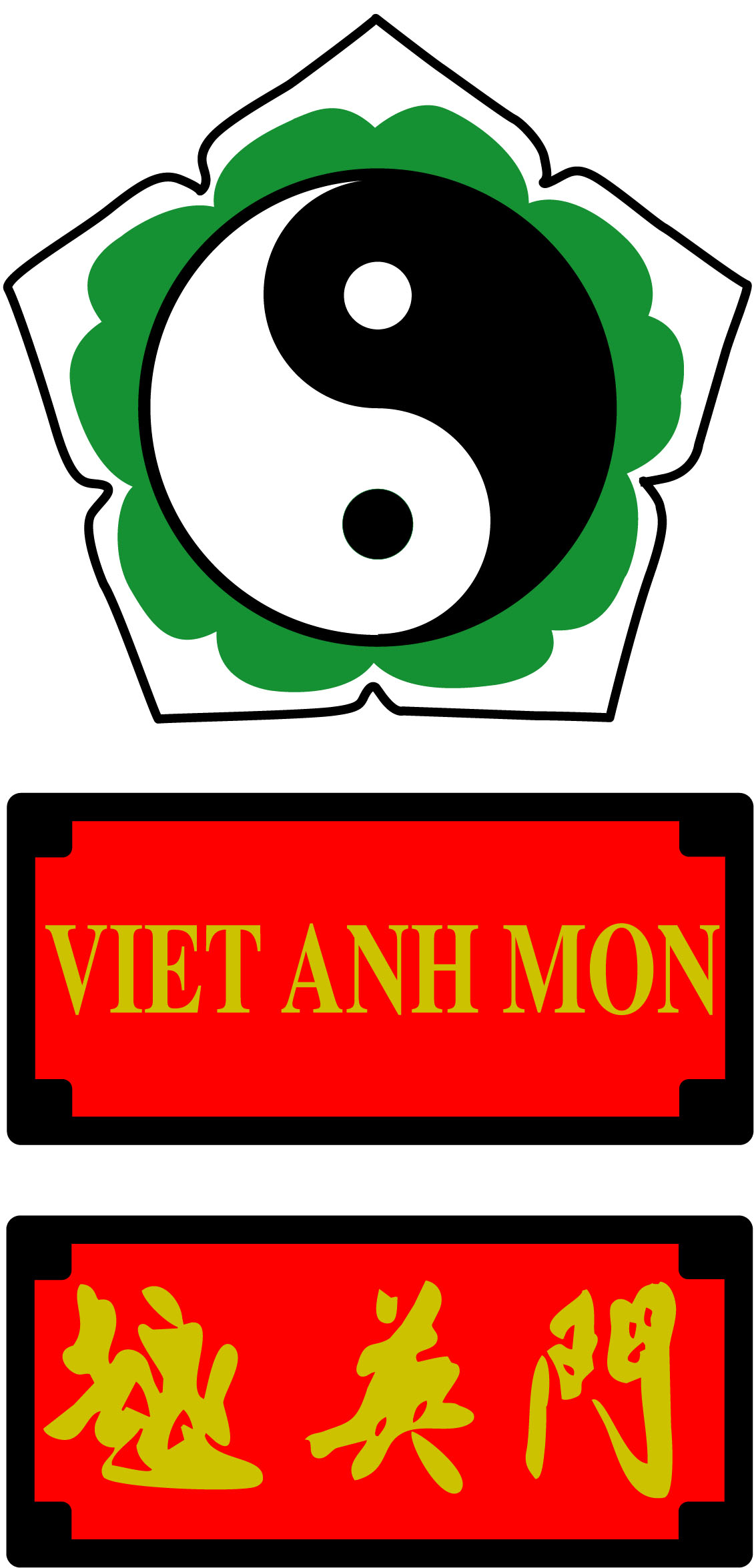
Lo stemma della scuola Việt Anh Môn

All’interno dello stemma compaiono il simbolo del Đạo (in cinese Tao), inscritto in un fiore di loto, a sua volta inserito in un pentagono, al di sotto dei quali compare la scritta VIET ANH MON, in caratteri latini e cinesi.
- Il Đạo: simbolo dell’eterno mutamento, rappresenta l’alternanza di tecniche dure (Dương, in cinese Yang) e morbide (Âm, in cinese Yin).
- Il Loto (Liên Hoa), fiore simbolo di purezza e di illuminazione, rappresenta metaforicamente l’uomo che si eleva dalla sofferenza verso la felicità, come il fiore che emerge dal fango.
- Il Pentagono: rappresenta i 5 diversi tipi di rapporti sociali (padre/figlio, marito/moglie, inferiore/superiore, superiore/inferiore, amicizia) connotati da umanità, gratitudine, etichetta, fiducia, saggezza.

I colori rappresentano i quattro elementi di base dell’universo nel buddismo (Xanh Lục, verde = aria; Đỏ, rosso = fuoco; Vàng, giallo = terra;Trắng, bianco = acqua).

## Attività associativa
In Italia le società e gli istruttori che praticano Việt Anh Môn aderiscono all'ASD Kim Long - Viet Anh Mon, un'associazione sportiva dilettantistica affiliata all'ente di promozione sportiva ASC. A livello tecnico l'attività dell'Associazione è coordinata dalla Commissione Tecnica Nazionale che gestisce l'attività formativa e sportiva. I corsi di formazione per insegnanti tecnici (1º livello Snaq) sono organizzati in collaborazione con ASC e la Scuola dello Sport del CONI.

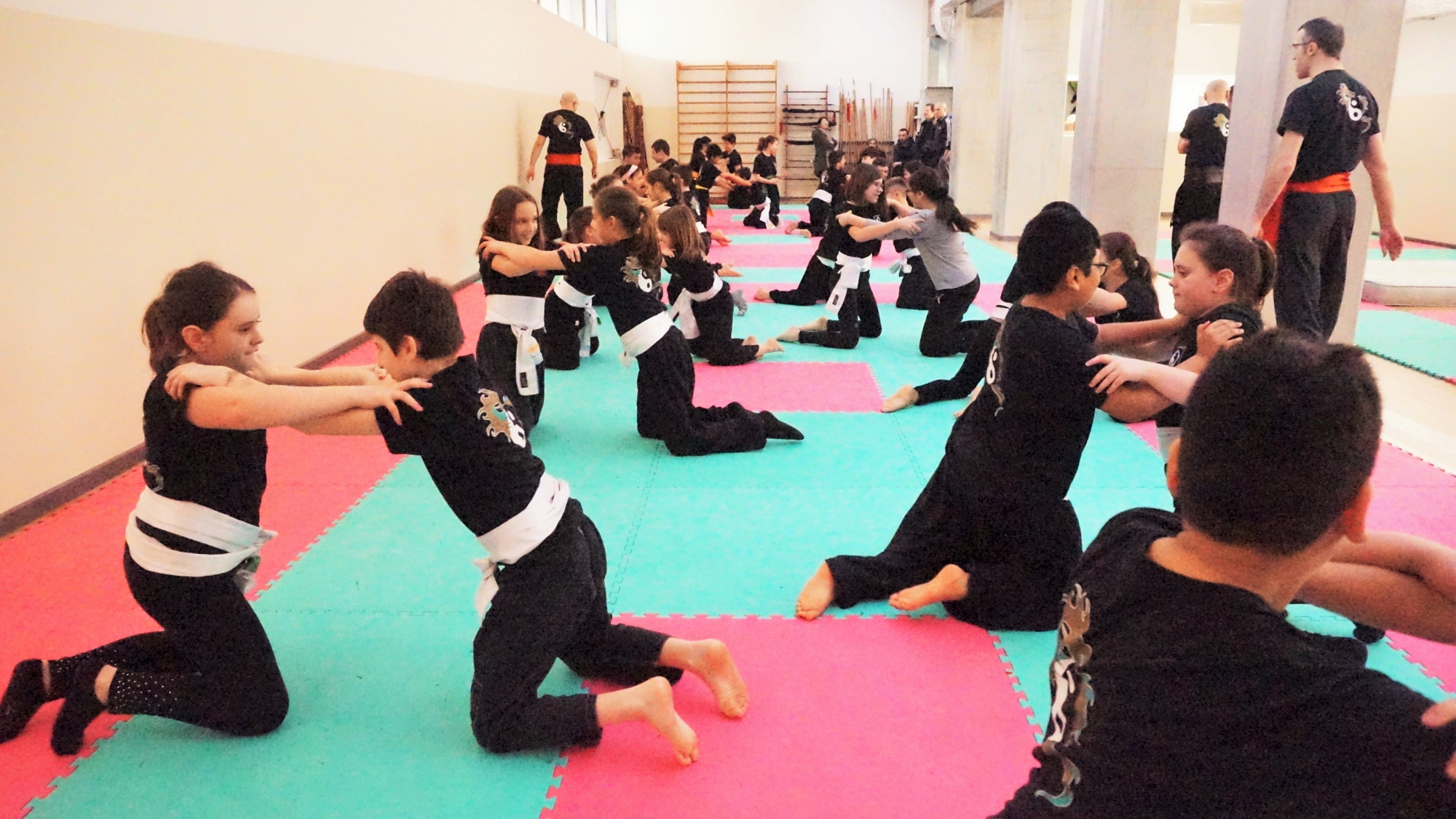
Attività associativa

Nel corso della stagione sportiva l'Associazione organizza eventi e seminari rivolti alle diverse tipologie di praticante. Particolare attenzione viene dedicata alla didattica per i bambini: ai più piccoli la pratica dell'arte marziale viene spesso proposta come una forma di gioco; le tecniche allenate sviluppano in modo armonioso le abilità motorie di base, educando i giovani praticanti alla concentrazione e all'autocontrollo. Vengono organizzate lezioni a tema e manifestazioni sportive a loro dedicate, con percorsi a ostacoli e competizioni regolate sul loro livello di competenza tecnica e di controllo.